# Mike Van Audenhove

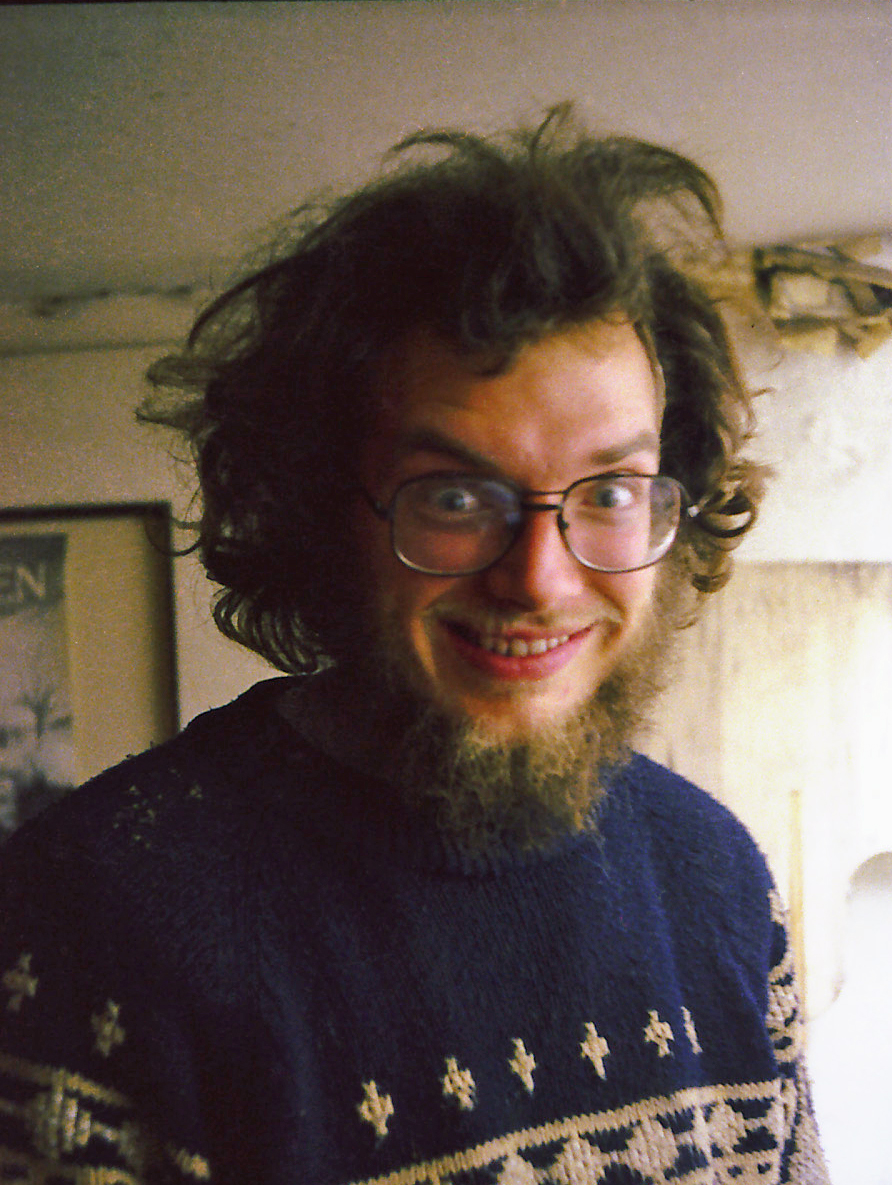
Mike van Audenhove 1980 in Ammerswil

Mike Van Audenhove (* 20. Mai 1957 in Raleigh; † 8. März 2009 in Cavigliano) war ein US-amerikanischer / belgischer Comiczeichner. Er war vor allem in der deutschsprachigen Schweiz bekannt und lebte bis zu seinem Tod mit seiner Lebensgefährtin im Kanton Tessin.

## Biografie
Er wurde als Sohn belgischer Immigranten aus Gent in Raleigh, North Carolina geboren. Im Jahr 1966 siedelte seine Familie in die Schweiz um. Dort besuchte er als Schüler das Institut Montana auf dem Zugerberg. Damals zeichnete er bereits seine ersten Comic-Strips.

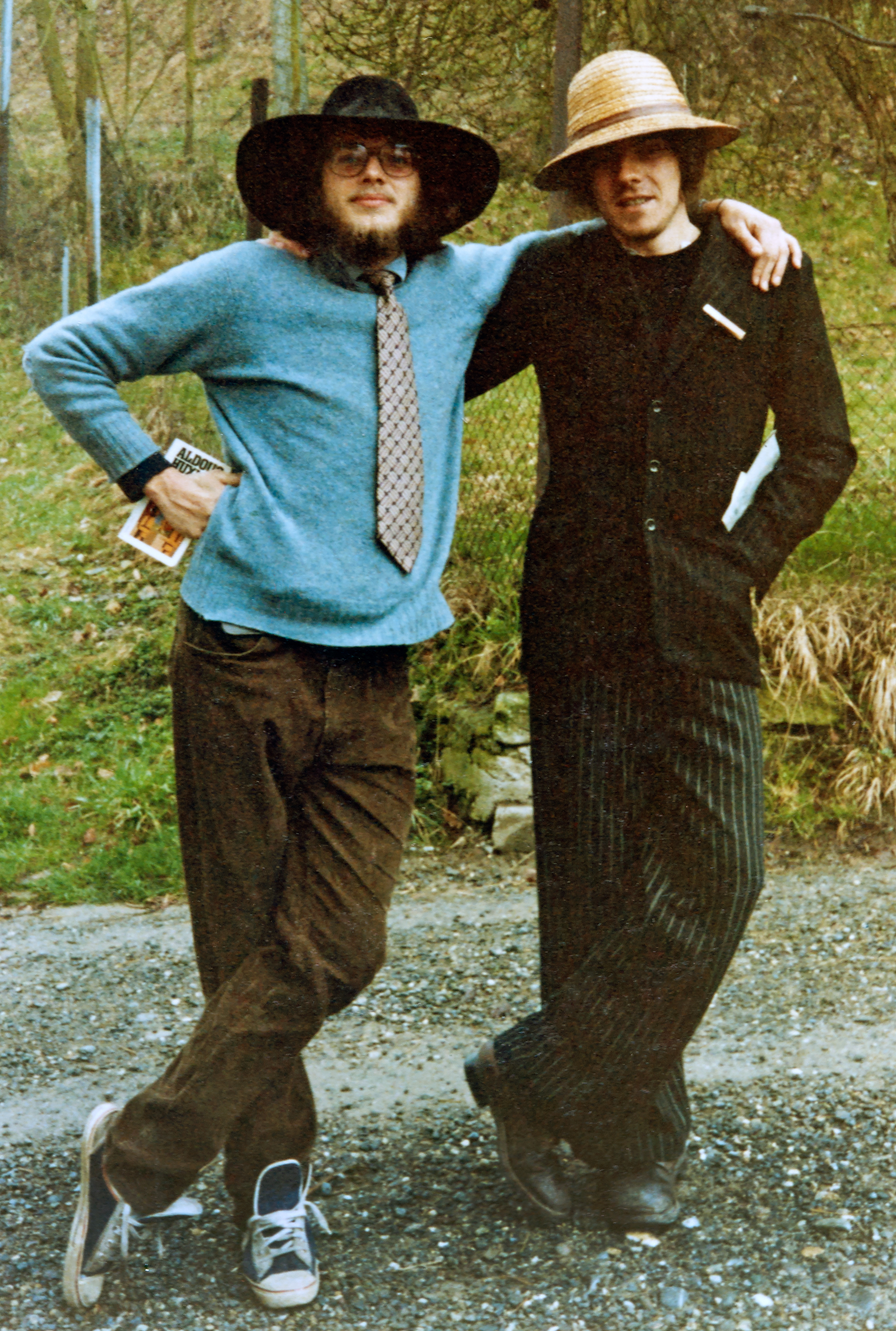
Mike van Audenhove (links) 1980 in Ammerswil

Von 1975 bis 1979 kehrte er zurück in die USA und studierte am Hamilton College in New York. In New York hatte er auch seine ersten Cartoon-Ausstellungen und veröffentlichte 1979 das Buch How to Spot a Cartoonist. Neben seinen Comicstrips war er mit verschiedenen Illustrationsarbeiten beschäftigt. Von 1980 bis 1984 lebte er in Ammerswil und bereiste unter anderem Schweden, Italien, Vermont, New York, Tennessee, Tessin, den Jura, Zug, Bern. Dabei verdiente er mit verschiedenen Gelegenheitsjobs beispielsweise als Bäcker, Dachdecker, Chauffeur und Tennislehrer seinen Lebensunterhalt. 1984 liess er sich in Zürich nieder.
1996 bis 2001 wohnte er mit seiner Lebensgefährtin, der Basler Künstlerin und Koloristin Iris Pfister (* 1949 - † 2015), in Rudolfstetten im Kanton Aargau. Dann zog er mit ihr in ein altes Haus im Zentrum von Cavigliano, welches sie selber renovierten. Für seine regelmässigen Aufenthalte in Zürich mietete er noch eine kleine Wohnung im Zürcher Niederdorf. Er verstarb am 8. März 2009 in seinem Haus in Cavigliano an einem Hirnschlag.

## Illustrationen
1984 wurden seine Comics in der Schweizer Ausgabe des Magazins Strapazin veröffentlicht. Ebenso erschienen seine Comics im Tages-Anzeiger-Magazin, Spick, der WoZ und der Schweizer Illustrierte.
Ende der 1980er Jahre veröffentlichte er im Tagblatt der Stadt Zürich den Comicstrip Koch Komix mit einem Koch als Hauptfigur. Als Mike Van Audenhove mit einem Comicstrip auf die Ablehnung des Quartierzentrums Kanzlei im Herbst 1990 einging, wurde er entlassen. In diesem Zusammenhang lernte er Esther Schmid, die damalige Leiterin des züritipps, eine im Jahr 2024 eingestellte Beilage des Tages-Anzeigers, kennen. 1996 suchte sie einen Zeichner für die Comic-Seite und kam auf ihn zurück.
Mike Van Audenhove wurde einem breiteren Publikum bekannt durch seine ab 1996 im züritipp veröffentlichten Comics Zürich by Mike. In den Comicstrips wird eine typisch zürcherische Gesellschaftssituation in einem ganzseitigen Comic verarbeitet. Dabei setzte er stark auf den Wiedererkennungswert der Zürcher Stadtbevölkerung. So existiert zum Beispiel der Ort des Geschehens häufig tatsächlich. Er zeigte die Stadtzürcher nicht überspitzt, sondern er arbeitete in erster Linie mit der Situationskomik. Seine Zeichnungen kolorierte seine Partnerin Iris Pfister.
Er zeichnete für die 700-Jahr-Feier der Schweizer Eidgenossenschaft einen Trickfilm.

## Ausstellungen
- 31. März 2006 bis 16. Juni 2006 – „Zürich-by-Mike“-Ausstellung im Stadthaus Zürich.[9]

## Auszeichnungen
- Kultur-Auszeichnung des Kantons Zürich
- «Nain d'Or» am Festival BD-Mania in Corminboeuf.

## Comicbände
Die Comicstrips Zürich by Mike wurden seit 1997 in Bänden mit dem Titel Zürich by Mike zusammengefasst. Insgesamt wurden 14 Bände veröffentlicht. Posthum erschien am 26. März 2009 der 13. und am 25. März 2010 der 14. Band.
- Zürich by Mike. 14 Bde. Edition Moderne, Zürich 1997–2010 (Comics), ISBN 3-03731-002-2.
- Love by Mike. Edition Moderne, Zürich 2007, ISBN 3-03731-024-3.
- Viecher by Mike. Edition Moderne, Zürich 2005, ISBN 978-3-907055-98-4.
- Kids by Mike. Edition Moderne, Zürich 2003, ISBN 3-907055-71-3.
- Der kleine Mann. Edition Moderne, Zürich 1999, ISBN 3-907055-32-2.
- Mikes Wörld. Edition Moderne, Zürich 1997, ISBN 978-3-907055-08-3.
- Total in Ordnung. Lappan Verlag, Oldenburg 1995, ISBN 978-3-7716-1582-6.
- Total müde. Cartoons zum Aufwachen. Fackelträger-Verlag, Hannover 1994, ISBN 978-3-7716-1574-1.
- Koch Komix. 2 Bde. Katzenjammer Verlag (Eigenverlag), Zürich 1990/91.
- Platz da.... Chronos Verlag, 2006, ISBN 978-3-0340-0838-9